# TATA box

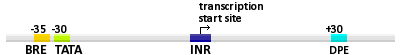
Hlavní části eukaryotického promotoru: BRE (B-rozpoznávající element), TATA (TATA box) a INR (iniciátor)

TATA box (též Hognessův box na počest D. Hognesse) je sedminukleotidová sekvence DNA, která se nachází na začátku (v promotorové oblasti) mnoha (u člověka asi u 24%) protein-kódujících genů u jaderných organismů. Konsensuální sekvence TATA boxu zní TATAAAA, je tedy podobná Pribnowově sekvenci v promotoru bakterií. TATA box se nachází cca 25–30 párů bází od počátku transkripce.
TATA box je místo vazby tzv. TATA vazebného proteinu. Ten je součástí transkripčních faktorů, které vytváří preiniciační komplex a umožňují spuštění transkripce genu.